# The Believers - I credenti del male
The Believers - I credenti del male (The Believers) è un film del 1987 diretto da John Schlesinger.

## Trama
Cal Jemirson è uno psichiatra specializzato nella cura di poliziotti traumatizzati da avvenimenti accaduti sul posto di lavoro. L'uomo vive sereno con suo figlio Chris e sua moglie, tuttavia un giorno la donna muore folgorata sotto gli occhi del bambino a causa di una caffettiera difettosa. L'uomo decide di trasferirsi a New York City insieme al bambino: appena trasferitosi l'uomo si invaghisce di Jessica, la sua padrona di casa, e assume una donna ispanica come tata. Durante la prima visita al parco vicino alla nuova casa, padre e figlio si imbattono in quella che sembra la scena di un sacrificio rituale di animali: qui il bambino raccoglie da terra una conchiglia che definisce magica. Nel frattempo, un uomo africano che sembra dotato di facoltà paranormali arriva in USA senza che gli addetti dell'aeroporto riescano a controllarlo a dovere. Il giorno dopo, un bambino viene assassinato orribilmente in un cinema: un poliziotto ispanico, Lopez,  è testimone dell'accaduto ed è convinto che le persone implicate abbiano praticato magia nera, motivo per il quale tenta di suicidarsi.
Il poliziotto viene ricoverato in una struttura predisposta e Cal viene convocato per curare quella che a tutti appare come una psicosi. Cal sospetta che il poliziotto possa essere effettivamente responsabile dell'omicidio. Quella stessa notte, mentre Lopez riesce ad evadere, Cal va a casa di Jessica e fra i due esplode la passione. La notte stessa viene consumato il secondo omicidio di un bambino: questa volta Lopez è il principale sospettato, tuttavia Cal non crede nella sua colpevolezza e cerca di scoprire informazioni su di lui dalle persone che lo conoscono, senza successo. Nei giorni successivi Cal cerca di inserire Jessica nella vita propria e di suo figlio, tuttavia il bambino ha serie difficoltà nell'accettare la cosa e reagisce in maniera piuttosto aggressiva a questi tentativi. L'uomo riesce tuttavia a scoprire di più sulla religione del poliziotto: si tratta della Santeria, un misto fra cristianesimo e tradizione africana che porta avanti riti molto particolari fra cui il sacrificio di animali. Nel frattempo, Cal scopre che la domestica sta compiendo alcuni strani riti nella sua abitazione con il duplice proposito di proteggere il bambino da un pericolo esterno e di favorire l'amore fra Cal e Jessica. Cal le vieta severamente di portare avanti altri riti, pena il licenziamento.
Dopo aver continuato a vagare per la città, e aver prelevato la copertina di una rivista che raffigurava un uomo a lui noto apparentemente senza motivo, Lopez si mette in contatto con Cal e gli chiede un incontro. Mentre Lopez aspetta, l'uomo africano da poco arrivato in città pratica un rito che riesce a portarlo al suicidio anche a distanza: quando Cal e la polizia accorrono sul posto è ormai troppo tardi. I poliziotti indagano il fondatore di un'associazione per la quale Lopez faceva da volontario, che fra l'altro è costituita da persone della sua stessa religione e finanziata dalla persona che era raffigurata nella copertina che Lopez aveva fatto ritrovare con sé. Cal scopre che a breve si terrà una festa in cui sarà presente anche il finanziatore: chiede dunque di essere invitato per potervi parlare e si presenta con Jessica al ricevimento. Qui Cal si intrattiene con l'uomo, scopre che questi ha perso un figlio morto di overdose 5 anni prima; nel frattempo, l'uomo responsabile delle morti dei due bambini preleva un effetto personale di Jessica per farle una fortuna e poi tenta di stregare la donna direttamente sul posto. L'uomo viene allontanato e la coppia torna a casa di Cal: qui scoprono che la domestica sta spaventando il bambino mentre esegue un rito protettivo: la donna viene licenziata.
Continuando a interagire con il superiore di Lopez, Cal si rende conto che l'uomo preferisce incastrare il poliziotto defunto per gli omicidi perché terrorizzato dal vero responsabile: Cal si rifiuta. Continuando ad indagare sulla Santeria, Cal scopre inoltre che la conchiglia che Chris aveva ritrovato nel parco era frutto di una corrente religiosa analoga ma basata sulla magia nera: per questo motivo lascia che le persone che facevano parte della stessa associazione di Lopez facciano un rito protettivo per il bambino. Il giorno dopo l'uomo lascia che il figlio vada in vacanza con alcuni suoi fidi amici, due antropologi, programmando di raggiungerlo non appena finirà di lavorare. L'uomo invita anche Jessica ad andare con lui, ma proprio in quel momento la donna inizia a stare male perché colpita dalla maledizione dello sciamano. Jessica tenta il suicidio sotto gli occhi di Cal. Nel frattempo, lo sciamano raggiunge Chris e gli amici di Cal: con loro è presente anche il finanziatore dell'associazione di ispanici. Quando Cal li raggiunge scopre una tremenda verità: tutti loro fanno parte di una setta che ciclicamente esegue omicidi rituali di bambini per scongiurare periodi di siccità. Il figlio dei suoi amici e quello del finanziatore sono morti in condizioni analoghe, e anche lo sciamano sarebbe stato sacrificato se non fosse stato sostituito ai tempi da un bambino già moribondo.
Cal prova a scappare, ma gli adepti riescono ad acciuffarlo e lo conducono in casolare abbandonato dove dovrebbe uccidere lui stesso suo figlio. L'uomo finge di essersi convinto ma invece di accoltellare suo figlio accoltella il suo ex amico. Proprio in quel momento, il suo avvocato di fiducia e migliore amico irrompe armato e inizia a combattere contro gli adepti: il finanziatore riesce comunque a portare Chris sul tetto. L'avvocato ha una colluttazione con lo sciamano e ne viene ucciso: prima di morire riesce però a dargli fuoco ripetendo un gioco di prestigio con cui aveva precedentemente intrattenuto il piccolo Chris. Raggiunto il tetto, Cal riesce a distrarre il rapitore di suo figlio e alla fine ha la meglio su di lui. Lo sciamano è tuttavia ancora vivo e riesce quasi a sopraffare Cal: alla fine precipita nel vuoto e muore proprio mentre tenta di raggiungere Chris. Qualche tempo dopo, Cal, Jessica e Chris vivono insieme in una tenuta di campagna in quello che sembra un idillio: Chris è arrivato addirittura a chiamare Jessica "mamma". L'idillio viene tuttavia spezzato quando Cal scopre che anche Jessica è entrata a far parte della setta: da un suo discorso enigmatico sembra che la donna abbia appena ucciso il piccolo Chris.

## Produzione
Per il film è stato investito un budget di 13 milioni di dollari.

## Accoglienza

### Critica
Secondo l'aggregatore di recensioni Rotten Tomatoes, il film ha ottenuto il 39% di giudizi positivi su un totale di 39 recensioni, con un voto di 5,08 su 10.

### Incassi
Il film ha incassato 18,7 milioni di dollari al botteghino, superando dunque la cifra spesa per la sua produzione.

## Controversie
Il serial killer cubano-messicano Adolfo de Jesus Costanzo e i membri della setta da lui fondata hanno confessato di essersi ispirati al film per mettere su il loro culto, il quale li ha spinti a commettere svariati omicidi.